# 北漢江
北漢江（きたかんこう、朝: 북한강、プカンガン）は、朝鮮民主主義人民共和国（北朝鮮）と大韓民国（韓国）の軍事境界線をまたがって流れる河川で、南漢江と合流し漢江となる。北朝鮮の山脈に源を発し、江原特別自治道春川市を経て、京畿平野に入り、韓国ソウル近郊の両水里で南漢江に合流する。